# Chorebus hilaris
Chorebus hilaris är en stekelart som beskrevs av Griffiths 1967. Chorebus hilaris ingår i släktet Chorebus och familjen bracksteklar. Inga underarter finns listade i Catalogue of Life.